# پیر کونده
پیر کونده (انگلیسی: Pierre Kunde؛ زادهٔ ۲۶ ژوئیهٔ ۱۹۹۵) بازیکن فوتبال اهل کامرون است که در پست هافبک برای باشگاه فوتبال ماینتس ۰۵ در بوندس‌لیگا بازی می‌کند.
از باشگاه‌هایی که کونده در آن بازی کرده‌است می‌توان به باشگاه فوتبال اتلتیکو مادرید اشاره کرد.
وی همچنین در تیم‌های ملی فوتبال زیر ۲۳ سال کامرون و کامرون بازی کرده‌است.